# ۱٬۴٬۷-تری‌آزاسیکلونونان
۱،۴،۷-تری‌آزاسیکلونونان (به انگلیسی: 1,4,7-Triazacyclononane) با فرمول شیمیایی C۶H۱۵N۳ یک ترکیب شیمیایی است. 